# 32776 Nriag
32776 Nriag è un asteroide della fascia principale. Scoperto nel 1987, presenta un'orbita caratterizzata da un semiasse maggiore pari a 2,6074175 UA e da un'eccentricità di 0,1715210, inclinata di 15,01245° rispetto all'eclittica.